# حزب الشعب النمساوي
النمساويون الشعبويون أو حزب الشعب النمساوي،  هو حزب سياسي مسيحي ديمقراطي ويميني ليبرالي محافظ في النمسا.
يقود الحزب كريستيان شتوكر (بصفته قائدًا بالوكالة) منذ يناير 2025، وهو حاليًا ثاني أكبر حزب في المجلس الوطني النمساوي، بحصوله على 51 من أصل 183 مقعدًا، ونال 26.3% من الأصوات في انتخابات عام 2024 التشريعية. يحتفظ الحزب بمقاعد في جميع الهيئات التشريعية في الولايات التسع، وهو جزء من الحكومة في سبع منها، ويتزعّم الحكومة في ست منها. ينتمي الحزب إلى الاتحاد الدولي للديمقراطية وحزب الشعب الأوروبي، ويجلس ضمن كتلة حزب الشعب الأوروبي في البرلمان الأوروبي؛ ومن بين 19 نائبًا نمساويًا في البرلمان الأوروبي، خمسة ينتمون إلى حزب الشعب النمساوي. كما يُعدّ الحزب ثاني أكبر حزب في أوروبا من حيث العضوية.
يُعتبر الحزب خليفة غير رسمي لحزب الشعب المسيحي الذي كان فاعلاً في أواخر القرن التاسع عشر وبداية القرن العشرين. تأسس حزب الشعب النمساوي مباشرة بعد إعادة تأسيس جمهورية النمسا عام 1945، ومنذ ذلك الحين يُعدّ أحد الحزبين التقليديين الرئيسيين في النمسا إلى جانب الحزب الاشتراكي الديمقراطي النمساوي. كان الحزب الأكثر شعبية حتى عام 1970، وحكم عادةً ضمن ائتلاف كبير مع الحزب الاشتراكي الديمقراطي. كان شريكًا أساسيًا في الائتلافات الكبرى من 1945 حتى 1966، وشريكًا ثانويًا من 1986 إلى 2000 ومن 2007 إلى 2017. كما حكم الحزب بمفرده لفترة قصيرة من 1966 حتى 1970. بعد انتخابات 1999، شكل الحزب ائتلافًا مع حزب الحرية النمساوي حتى 2003، ثم تشكّل ائتلاف مع التحالف المنشق عن حزب الحرية النمساوي المعروف بـ "التحالف من أجل مستقبل النمسا"، والذي استمر حتى 2007.